# Râul Fundătura, Țolici
Râul Fundătura este un curs de apă, afluent al râului Țolici. 